# Morignolo
Morignolo (in francese Morignole o Morignol, in ligure brigasco Morignòo) è una località di Briga Marittima nella val Roia francese alle falde del monte Bertrand (2481 m s.l.m.).
Secondo una leggenda il paese venne fondato dai saraceni provenienti dalla base in Provenza di Frassineto, a 20 km da Saint-Tropez. Secondo un'altra teoria invece furono gli abitanti provenienti dalla Riviera Ligure a fondare il paese per sfuggire alle incursioni dei saraceni.
Fino al 1860 faceva parte della Contea di Nizza, sotto i Savoia. Nel 1860 rimase all'Italia ed entrò a far parte con Briga Marittima della provincia di Cuneo. Nel 1947 dopo la Seconda guerra mondiale, entrò a far parte della Francia.